# Правила техніки безпеки
Правила техніки безпеки (англ. safety rules, preventive regulations, safety regulations, нім. Sicherheitsregeln f pl, Sicherheitsvorschriften f pl) — правові норми, що передбачають заходи із забезпечення безпечних і нешкідливих умов праці. Вміщують обов’язкові вимоги, яким повинні задовольняти підприємства в цілому, виробничі приміщення, всі види обладнання й технологічні процеси з точки зору безпеки праці. За сферою застосування розрізняють єдині (міжгалузеві) правила, наприклад, «Єдині правила безпеки при підривних (вибухових) роботах», та галузеві, наприклад, «Правила безпеки у вугільних та сланцевих шахтах». Є також система стандартів з безпеки праці. 